# La Picada
Pour le plat catalan, voir Picada.
La Picada est une localité rurale argentine située dans le département de Paraná et dans la province d'Entre Ríos. Elle est également située sur la route nationale 12, qui est sa principale voie de communication la reliant au sud-ouest à la ville de Paraná et au nord-est à Cerrito. Elle s'est développée à partir d'une gare ferroviaire (gare de La Picada). Le district abrite le parc General San Martin, une zone protégée de 600 hectares.

## Démographie
La population de la localité, c'est-à-dire à l'exclusion de la zone rurale, était de 352 habitants en 1991 et de 445 en 2001. La population du territoire de compétence du conseil d'administration était de 603 habitants en 2001.

## Histoire
La junta de gobierno (conseil d'administration) a été créée par le décret no 179/1975 du 30 janvier 1975. Ses limites juridictionnelles ont été fixées par le décret no 2095/1987 MGJE du 29 avril 1987.7 Celles de son plan d'urbanisme par le décret no 1479/1988 MGJE du 29 mars 1988, prorogé par le décret no 5736/1991 MGJOSP du 22 novembre 1991. Elle a été élevée à la 1ère catégorie par le décret no 557/2003 MGJ du 28 février 2003, clarifié par le décret no 785/2003 MGJ du 17 mars 2003.